# Fribaptistsamfundet
Fribaptistsamfundet (FB) var ett svenskt frikyrkosamfund, som numera har uppgått i Evangeliska Frikyrkan.

## Historik
Fribaptistsamfundet bildades av anhängare till baptistpredikanten Helge Åkeson, som 1872 hade blivit utesluten ur Svenska baptistsamfundet, efter att ha anklagats för villolära. Efterhand bildades församlingar runtom i Sverige av anhängare till Helge Åkesson. Starka fästen för rörelsen var Skåne, Gotland, Västmanland och Dalarna.
År 1888 började tidningen Upplysningens Vän att ges ut, vilken kom att fungera som ett organ för rörelsen. 1894 hölls det första protokollförda mötet, då samfundet bildades formellt och beslöt att kalla sig fribaptister. Under rörelsen tidigare år hade även Helgeaner varit en vanlig benämning på rörelsen. Redan 1890 hade dock en gemensam kassa för yttre mission bildats av fribaptistförsamlingarna.
År 1888 fanns fribaptistförsamlingar på följande orter:
- Dalarna: Avesta, Boda, Dala-Husby, Domnarvet, Falun, Floda, Folkärna Norra, Folkärna Södra, Gagnef, Garpenberg, Hansjö, Hedemora, Horndal, Dala-Järna, Källviken, Lima, Lindenäs, Malung, Mockfjärd, Nybyn, Nyhammar, Nås, Näs, Ore, Rättvik, Siljansnäs, Skattungbyn, Stusshyttan, Särna, Säter, Stora Tuna, Tyskbo samt Yttermalung
- Västmanland: Västerfärnebo, Gammelby, Lindesberg, Möklinta, Ramnäs, Ramsberg Sala, Seglingsberg, Skultuna, Svanå, Trummelsberg, Västanfors, Västerås, Västervåla samt Västtärna
- Skåne: Axelvold, Broby, Brösarp, Finja, Fjelkestad, Furuboda, Grödby, Hammenhög, Ilnestorp, Kristianstad, Oderup, Rya, Sjöbo, Vanneberga samt Värsjö
- Gotland: Eksta, Havdhem, Hamra, Lau, Ronehamn, Tofta, Väskinde samt Östergarn
- Uppland: Dannemora, Dannemora gruvor, Lena, Stockholm, Uppsala, Vendel samt Viksta
- Småland: Bohult, Sandsjö, Tutaryd samt Växjö
- Västergötland: Amnehärad, Brandstorp samt Hova
- Blekinge: Gammalstorp, Sölvesborg samt Torhamn
- Värmland: Ekshärad samt Vitsand
- Gästrikland: Österfärnebo samt Stålbo
- Halland: Eldsberga samt Hishult
- Södermanland: Eskilstuna
- Närke: Viby

Det största antalet församlingar noterades 1901 - 123 stycken. Medlemsantalet torde vid denna tidpunkt ha uppgått till över 5000. Detta kom dock att minska under 1900-talet. 1975 skall samfundet ha haft omkring 1 300 medlemmar. 1992 hade samfundet 1051 medlemmar i 31 församlingar.
Då pingstväckelsen drog fram i början på 1900-talet ledde det till oenighet inom samfundet. Det resulterade i att många församlingar framför allt i Dalarna valde att gå över till Pingströrelsen.
Efter att tidigare ha ställt sig skeptiskt till organiserad ekumenik, anslöt sig samfundet 1947 till Sveriges Frikyrkoråd och 1951 till Svenska missionsrådet.
I mitten av 1900-talet började en del av de läror som tidigare karaktäriserat samfundet att tonas ner, och på 1980-talet började man närma sig Helgelseförbundet.. År 1994 slogs de båda samfunden ihop och bildade ett Helgelseförbundet/Fribaptistsamfundet, som 1997 i sin tur slogs ihop med Örebromissionen och bildade Nybygget - Kristen samverkan (i dag Evangeliska Frikyrkan).
Fribaptistsamfundet bedrev mission i södra Afrika, bland annat i Mpongwe i Zambia och i Sydafrika, samt i Kina/Hongkong.

## Teologiska särdrag
Då Fribaptistsamfundet uppkom genom en utbrytning ur Svenska baptistsamfundet, kom man att dela den baptistiska synen på troendedop – ett synsätt även omfattades av bland annat pingströrelsen. Kontroversiella uppfattningar som omfattades av Helge Åkesson, och förekom åtminstone inom det tidiga fribaptistsamfundet inkluderade bland annat:
- Den subjektiva försoningsläran – Helge Åkeson förnekade att Kristus genom sin död hade burit straffet för människornas synder. Istället menade han - i likhet med bland andra Svenska Missionsförbundets grundare P.P. Waldenström, att Kristi död på korset hade varit den ultimata lydnadshandlingen – genom sin död på korset bevisar Kristus sin kärlek till människorna.
- Förnekande av de eviga straffen – Helge Åkeson förnekade tanken på ett evigt helvete – straffet för synden är enligt honom tidsbegränsat. I sin bibelöversättning återger Åkesson evig med tidsåldrig. Till slut kommer alla människor att bli "upprättade" eller "återställda".[9]
- Rättfärdiggörelsen. Man förkastade den lutherska läran att människan tillräknas Kristi rättfärdighet. Istället innebär rättfärdiggörelsen att en förvandling sker i människans hjärta.[10]
- Fullkomlig helgelse – den kristne kan i detta livet uppnå en form av syndfrihet.
- Treenigheten. Man menade att den klassiska treenighetsläran saknade stöd i Bibeln. Det finns endast en Gud, Fadern, och Jesus är medlare mellan Gud och människor. Anden utgår från Fadern, och det "gagnar föga" att diskutera huruvida Anden är en person eller en kraft.[11]
- Verksamhetssättet: Man motsatte sig särskilt utbildade, fast anställda pastorer eller predikanter. Man tog ej upp kollekt på mötena. Mötena leddes av lekmannapredikanter, som i regel hade sin inkomst från civila arbeten. Några särskilda skolor för predikanter fanns inte, utan de som kände sig kallade fick följa med äldre predikanter för att på så sätt lära sig uppdraget. Under senare år blev det dock vanligt att samfundets predikanter utbildades vid andra samfunds skolor. [12]

Det fanns en skepsis gentemot en del ekumeniska sammanslutningar.
Fribaptisterna gjorde sig kända för sin värnpliktsvägran. Det fanns vidare – åtminstone under de tidiga åren – en misstro mot att engagera sig politiskt.